# Downtown San Antonio
Downtown San Antonio désigne le centre-ville de San Antonio au Texas, aux États-Unis. Il s'agit du quartier d'affaires de l'agglomération texane. Il est inscrit au Registre national des lieux historiques depuis le 23 février 2018.